# Tabanus imitans
Tabanus imitans är en tvåvingeart som beskrevs av Walker 1848. Tabanus imitans ingår i släktet Tabanus och familjen bromsar. Inga underarter finns listade i Catalogue of Life.